# Pando (Uruguay)
Pando è una città del dipartimento di Canelones, in Uruguay, di circa 24.000 abitanti fondata nel 1780. Costituisce un importante centro commerciale e industriale nella zona est del dipartimento.

## Popolazione
Secondo il censimento del 2011, Pando aveva una popolazione di 25.947 Nel 2010, la Intendencia de Canelones aveva stimato una popolazione di 31.713 per il comune durante le elezioni.
| Anno | Populazione |
| ---- | ----------- |
| 1908 | 7,927       |
| 1963 | 12,876      |
| 1975 | 16,406      |
| 1985 | 19,795      |
| 1996 | 23,384      |
| 2004 | 24,004      |
| 2011 | 25,947      |

Fonte: Instituto Nacional de Estadística de Uruguay

## Amministrazione

### Gemellaggi
🇮🇹 Bessica